# Sharon Leal
Sharon Leal (Tucson, Arizona, 17 de outubro de 1972) é uma atriz estadunidense, mais conhecida por seu trabalho no filme Dreamgirls como Michelle Morris.

## Filmografia parcial

### Cinema
| Ano  | Título                                    | Personagem      |
| ---- | ----------------------------------------- | --------------- |
| 2000 | Face the Music                            | Tracie          |
| 2006 | Dreamgirls                                | Michelle Morris |
| 2007 | Motives 2                                 | Nina            |
| 2007 | Why Did I Get Married?                    | Dianne Brock    |
| 2007 | This Christmas                            | Kelli Whitfield |
| 2008 | Soul Men                                  | Cleo Whitfield  |
| 2008 | Linewatch                                 | Angela Dixon    |
| 2009 | Limelight                                 | Nina            |
| 2010 | Why Did I Get Married Too?                | Dianne Brock    |
| 2011 | Little Murder                             | Jennifer        |
| 2012 | Woman Thou Art Loosed: On the Seventh Day | Kari Ames       |
| 2014 | Addicted                                  | Zoe Reynard     |

### Televisão
| - Ano     | Título           | Personagem        | Notas                                         |
| --------- | ---------------- | ----------------- | --------------------------------------------- |
| 1998-1999 | Legacy           | Marita            | 18 Episódios                                  |
| 1996-1999 | Guiding Light    | Dahlia Crede      | 218 Episódios                                 |
| 2000-2004 | Boston Public    | Marylin Sudor     | 67 Episódios                                  |
| 2005      | Las Vegas        | Nina              | Episódio: "Sperm Whales and Spearmint Rhinos" |
| 2004-2005 | LAX              | Monique DeSouza   | 3 episódios                                   |
| 2007      | CSI: Miami       | Lauren Sloan      | Episódio: "Internal Affairs"                  |
| 2009      | Private Practice | Dr. Sonya Nichols | 5 episódios                                   |
| 2010-2011 | Hellcats         | Vanessa Lodge     | 21 episódios                                  |
| 2011      | Suits            | Lisa Parker       | Episódio: "Dirty Little Secrets"              |
| 2017      | Supergirl        | M'gann Morzz      | 2ª temporada                                  |
| 2018      | The Good Doctor  | Breeze Brownie    | Episódios: "Pain" e "Aftermath"               |